# Teun Beijnen
Antonie Christiaan „Teun” Beijnen (ur. 13 czerwca 1899 w Ophemert, zm. 13 lipca 1949 w Beusichem) – holenderski wioślarz, złoty medalista olimpijski.
Wystąpił na igrzyskach olimpijskich w Paryżu w 1924, gdzie Holendrzy w składzie: Teun Beijnen i Willy Rösingh zdobyli złoty medal w dwójkach bez sternika. W wyścigu finałowym o 2,2 sekundy wygrali z Francuzami, Maurice'em Boutonem i Georgesem Piotem. Brał też udział w igrzyskach olimpijskich w Amsterdamie cztery lata później. Tym razem odpadł w eliminacjach ósemek. 
Beijnen zdobył również złoto w ósemkach na mistrzostwach Europy w Lucernie (1926) i srebro w tej konkurencji na mistrzostwach Europy w Pradze (1925). Ponadto zdobył złoto w dwójkach ze sternikiem i srebro w dwójkach bez sternika na mistrzostwach Europy w Zurychu (1924) oraz srebrny medal w czwórkach ze sternikiem na mistrzostwach Europy w Como (1923).
W dwudziestoleciu międzywojennym dwukrotnie startował w Rajdzie Monte Carlo. W trakcie II wojny światowej działał w holenderskim ruchu oporu. 
Był nałogowym palaczem. Zmarł w wieku 50 lat na atak serca.